# Cora obscura
Cora obscura är en trollsländeart som beskrevs av Friedrich Ris 1918. Cora obscura ingår i släktet Cora och familjen Polythoridae. Inga underarter finns listade i Catalogue of Life.